# Claude Boissol
Claude Boissol (15 de junio de 1920 – 25 de mayo de 2016) fue un director y guionista cinematográfico y televisivo de nacionalidad francesa.

## Biografía
Nacido en París, Francia, inició su carrera en los años de la Segunda Guerra Mundial, lo cual motivó que intentara trabajar sin llegar a llamar la atención de los alemanes.
Finalizada la guerra se dedicó a escribir guiones, llegando a ser ayudante de dirección en películas de Jacques Becker, Yves Allegret o Georges Lacombe. Colaboró principalmente con el director Maurice Labro. En una época de auge de la cinematografía francesa, fue ayudante de Paul Paviot y de André Défontaines, a los cuales presentó guiones que fueron adaptados a partir de 1948.
Fue en 1956 cuando dirigió su primera película, Toute la ville accuse, que contó con la actuación de Jean Marais, al que conoció por mediación de una amiga. Colaboró con Marais en otros dos filmes: Chaque jour à son secret (1958) y Napoléon II, l'aiglon (1961).
Boissol rodó en Argentina El cerco en 1959, y en Italia  Le tre eccetera del colonnello 1960, esta última interpretada por Daniel Gélin.
A principios de los años 1960, con el avance de la televisión, decidió «no perder el tren», a pesar de que, como él decía, «la gente del cine mira desde arriba a los de la televisión, y éstos no quieren demasiado a los que hacen cine». En la televisión destacó la creación de la serie Les Globe-trotters en 1966, con Yves Rénier y Edward Meeks. Para el rodaje, a lo largo de tres años recorrió el mundo.
En 1976 había conocido a Yves Rénier, con el cual trabajó en otra serie, Commissaire Moulin, que creó junto a Paul Andréota (la producción del show se mantuvo hasta junio de 2008).
Desde 1961 a 1993 rodó numerosos episodios de series televisivas, así como diversos telefilmes (siempre con Paul Andréota), entre ellos Marie Pervenche.
Claude Boissol falleció en 2016 en Gourdon, Francia.

## Filmografía

### Cine

#### Director
- 1956 : Toute la ville accuse
- 1957 : La Peau de l'ours
- 1958 : Chaque jour a son secret
- 1959 : El cerco
- 1959 : Julie la Rousse
- 1960 : Le tre eccetera del colonnello
- 1961 : Napoléon II, l'aiglon

#### Ayudante de dirección
- 1944 : Falbalas, de Jacques Becker
- 1946 : Les gosses mènent l'enquête, de Maurice Labro
- 1948 : Trois garçons, une fille, de Maurice Labro
- 1949 : L'Héroïque Monsieur Boniface, de Maurice Labro
- 1949 : Prélude à la gloire, de Georges Lacombe
- 1950 : Le Tampon du capiston, de Maurice Labro
- 1950 : Le Roi du bla bla bla, de Maurice Labro
- 1951 : Pas de vacances pour Monsieur le Maire, de Maurice Labro
- 1954 : Raspoutine, de Georges Combret
- 1954 : La Castiglione, de Georges Combret

#### Guionista
- 1948 : Trois garçons, une fille, de Maurice Labro
- 1951 : Pas de vacances pour Monsieur le Maire, de Maurice Labro
- 1951 : Le Roi du bla bla bla, de Maurice Labro
- 1952 : Monsieur Leguignon lampiste, de Maurice Labro
- 1953 : La Pocharde, de Georges Combret
- 1953 : Deux de l'escadrille, de Maurice Labro
- 1954 : Raspoutine, de Georges Combret
- 1954 : J'y suis... j'y reste
- 1955 : La Castiglione, de Georges Combret
- 1956 : Toute la ville accuse, de Claude Boissol
- 1957 : La Peau de l'ours, de Claude Boissol
- 1958 : Chaque jour a son secret, de Claude Boissol
- 1959 : Julie la Rousse, de Claude Boissol
- 1959 : El cerco, de Claude Boissol
- 1961 : Napoléon II, l'aiglon, de Claude Boissol

#### Actor
- 1951 : Monsieur Leguignon lampiste, de Maurice Labro
- 1953 : Deux de l'escadrille, de Maurice Labro
- 1954 : La Castiglione, de Georges Combret

### Televisión

#### Director
- 1961 : Poly
- 1964 : Poly et le secret des sept étoiles
- 1965 : Histoires d'hommes
- 1966 : Les Globe-trotters
- 1969 : S.O.S. fréquence 17 - 2 episodios:
  - Numéro de l'espion
  - Alerte générale
- 1971-1974 : Aux frontières du possible - 6 episodios:

- Meurtres à distance (1974)
- Les hommes volants (1974)
- Le dernier rempart (1974)
- Protection spéciale ultra-sons U (1971)
- Menace sur le sixième continent (1971)
- Terreur au ralenti (1971)

- 1972-1975 : Les Enquêtes du commissaire Maigret - 5 episodios:

- Maigret hésite (1975)
- La folle de Maigret (1975)
- Maigret et la jeune morte (1973)
- Mon ami Maigret (1973)
- Maigret en meublé (1972)

- 1974 : À dossiers ouverts - 3 episodios:
  - Piège sur l'autoroute (1974)
  - Gros calibre (1974)
  - L'intrus (1974)
- 1976 : Nick Verlaine ou Comment voler la Tour Eiffel - 5 episodios:

- Le monstre (1976)
- Dans l'eau d'une piscine (1976)
- La fille de l'air (1976)
- Soyez bons pour les animaux (1976)
- Nick Verlaine prend la route (1976)

- 1977 : Les Diamants du président
- 1978 : Le Temps des as
- 1979 : Pour tout l'or du Transvaal
- 1979-1982 : Commissaire Moulin - 4 episodios:

- Un hanneton sur le dos (1982)
- Le patron (1982)
- Le transfuge (1980)
- Les brebis égarées (1979)

- 1981 : Les Fils de la liberté
- 1986-1988 : Espionne et tais-toi - 13 episodios:

- L'homme qui n'en savait rien (1988)
- Papa Pie et pas Papa (1988)
- Flamiche en Barzac (1988)
- La métaphysique de l’œuf (1988)
- Les poubelles de la gloire (1988)
- Bédouin-Bédouine (1988)
- Sosie et ciseaux (1988)
- Opération "Soupe à l'oseille" (1986)
- Les vacances du pouvoir (1986)
- Le conteur tourne (1986)
- Fantasmagoria (1986)
- L'omelette norvégienne (1986)
- On se fait la malle (1986)

- 1989 : V comme vengeance - 1 episodio:
  - L'étrange histoire d'Émilie Albert
- 1991 : Le squale
- 1984-1991 : Marie Pervenche - 16 episodios:

- La folle journée du Général Despeck (1991)
- L'amnésique est bon enfant (1990)
- Le nabab ventouse (1989)
- Les travailleurs de la terre (1989)
- Le vernis craque (1987)
- La dernière patrouille (1987)
- Il faut tout faire par soi-même (1987)
- Une tigresse dans le moteur (1987)
- Salade russe (1987)
- Le jour de gloire n'est pas près d'arriver (1987)
- Le secret de mon incroyable réussite (1984)
- Une sauterelle dans un magasin de porcelaines (1984)
- Un hérisson dans la tête (1984)
- Le mystère de la malle sanglante (1984)
- La filière argentine (1984)
- Tirez les premiers, messieurs les martiens (1984)

- 1992 : Coup de foudre - 1 episodio:
  - Rendez-vous à Lisbonne
- 1993 : L'homme dans la nuit
- 1993 : Printemps de feu

#### Guionista
- 1966 : Les Globe-trotters
- 1988 : Espionne et tais-toi, 7 episodios:

- - L'homme qui n'en savait rien
  - Papa Pie et pas Papa
  - Flamiche en Barzac
  - La métaphysique de l’œuf
  - Les poubelles de la gloire
  - Bédouin-Bédouine
  - Sosie et ciseaux